# Karen Degett
Karen Degett (1954 i Århus – 9. februar 2011) var en dansk maler, grafiker, tegner, bygningsudsmykker og projektmager i visualisering og produktion, og bosat i Svarte uden for Ystad i Sverige. Karen Degett var uddannet fra universiteterne i Ålborg, Bergen og Århus samt fra en række internationale studierejser blandt andet Grækenland og Japan. Hun debuterede 1984 i Kvindegallerie 180/KP i Århus og har efterfølgende deltaget i censurerede udstillinger i Danmark, Spanien, Frankrig, Japan, Canada, Slovenien og Skotland. Herudover har hun deltaget i separatudstillinger og andre udstillinger i en række lande.
Karen Degett stiftede sammen med kunstnerne Steen Rasmussen og Tina Gjerulff gruppen Hotel Vanitas.
Karen Degett døde den 9. februar 2011 af kræft.